# Bob- und Schlittenverband für Deutschland
La Federazione tedesca di bob, slittino e skeleton, Bob- und Schlittenverband für Deutschland e. V. (BSD) (in lingua tedesca), è la federazione sportiva nazionale, riconosciuta dal Comitato Olimpico Tedesco (DSOB), che governa gli sport olimpici del bob, dello slittino, dello skeleton e dello slittino su pista naturale (non olimpico) in Germania.

## Campionati organizzati
- Campionati tedeschi di bob
- Campionati tedeschi di slittino
- Campionati tedeschi di skeleton